# André-François Miot de Mélito
André-François Miot, conde de Mélito (Versalles, 9 de febrero de 1762 - París, 5 de enero de 1841), fue un ministro, embajador y consejero de Estado francés. En España estuvo al servicio de José I Bonaparte.

## Biografía
Hacia 1785 ingresó en la administración militar y se convirtió en jefe de oficina en el Ministerio de Guerra. Tras el triunfo de la Revolución Francesa en 1789 fue partidario de la monarquía constitucional y formó parte de los Feuillants. Con la República aceptó un puesto como controlador de convoyes militares. Tras la caída de Robespierre fue Ministro de Relaciones Exteriores del 21 de noviembre de 1794 al 19 de febrero de 1795. En ese último año fue enviado a Florencia como Ministro Plenipotenciario ante el Gran Duque de Toscana. Allí entra en contacto con el general Napoleón Bonaparte, quien le encarga que vaya a Roma para supervisar la ejecución del armisticio concluido con la corte papal. Miot vuelve luego a Florencia y de allí pasa a Córcega como comisario del poder ejecutivo. Fue durante esta misión en Córcega cuando se hizo amigo de José Bonaparte, el hermano mayor de Napoleón. El 25 de octubre de 1796 fue nombrado Ministro Plenipotenciario en Piamonte y después es enviado a los Países Bajos con una misión diplomática. El 18 de Brumario lo encontró allí, siendo nombrado por Napoleón secretario del nuevo Ministro de la Guerra.
|
En 1806 pasó al servicio de José Bonaparte, que se había convertido en Rey de Nápoles. Este lo nombró Ministro del Interior y le concedió el título de Conde de Mélito. José Bonaparte lo llevó consigo cuando en junio de 1808 se convirtió en rey de España tras las abdicaciones de Bayona y lo nombró mayordomo de su casa. Cuando tras la derrota de la batalla de Vitoria en junio de 1813 José I Bonaparte tuvo que abandonar España Miot lo acompañó hasta Francia.
Tras la caída del Imperio napoleónico en 1814 quedó apartado de la vida pública y se dedicó entonces exclusivamente al trabajo literario. En 1825 fue a ver a José Bonaparte a los Estados Unidos. En 1827, se retiró con su hija a Württemberg, donde comenzó su traducción de Diodoro de Sicilia, publicada entre 1834 y 1838. No regresó a París hasta 1831. Allí murió diez años después.